# 安陵武文
安陵 武文（あんりょう たけふみ、1964年6月19日 - ）は、日本のパラ陸上競技選手。種目はこん棒投と円盤投。出身は大阪府。
2000年シドニーパラリンピックでこん棒投（F51）と円盤投（F51）に出場し、前者で銀メダルを獲得、後者では5位の成績を収める。また、2004年アテネパラリンピックではこん棒投（F32/51）に出場し6位となった。
アテネパラリンピック出場時点では、大阪障害者職業能力開発校に在籍。